# Watercolor Eyes
Watercolor Eyes  è un singolo della cantante statunitense Lana Del Rey, il 21 gennaio 2022 come parte della colonna sonora della serie televisiva Euphoria.  Il brano compare nei titoli di coda del terzo episodio della seconda stagione.

## Tracce
Testi e musiche di Nasri Atweh e Lana Del Rey.
1. Watercolor Eyes – 3:34

## Classifiche
| Classifica (2022) | Posizione massima |
| ----------------- | ----------------- |
| Lituania          | 37                |
| Regno Unito       | 87                |